# Aleksandr Kuzovkov
Aleksandr Sergeevič Kuzovkov (in russo Александр Сергеевич Кузовков?; Baia Providenija, 27 febbraio 1953) è un compositore di scacchi russo (sovietico fino al 1991).
Ha composto oltre 400 problemi di tutti i generi, ottenendo 80 primi premi. È considerato uno dei più grandi specialisti del tre mosse.
Nel 1995 la FIDE lo ha nominato Grande Maestro della composizione.
Nel primo Campionato del mondo di composizione (1998-2000) ha vinto la medaglia di bronzo nella sezione "più mosse".
|   | a | b | c | d | e | f | g | h |   |
| 8 | b8 re del bianco · g8 torre del bianco · a7 pedone del nero · c7 pedone del nero · d7 re del nero · e7 pedone del nero · e6 pedone del nero · c5 pedone del bianco · e5 pedone del bianco · a3 alfiere del nero · b3 pedone del nero · d3 cavallo del bianco · c2 torre del nero · d2 alfiere del bianco · e2 torre del nero · h2 donna del nero · d1 torre del bianco · h1 alfiere del bianco | b8 re del bianco · g8 torre del bianco · a7 pedone del nero · c7 pedone del nero · d7 re del nero · e7 pedone del nero · e6 pedone del nero · c5 pedone del bianco · e5 pedone del bianco · a3 alfiere del nero · b3 pedone del nero · d3 cavallo del bianco · c2 torre del nero · d2 alfiere del bianco · e2 torre del nero · h2 donna del nero · d1 torre del bianco · h1 alfiere del bianco | b8 re del bianco · g8 torre del bianco · a7 pedone del nero · c7 pedone del nero · d7 re del nero · e7 pedone del nero · e6 pedone del nero · c5 pedone del bianco · e5 pedone del bianco · a3 alfiere del nero · b3 pedone del nero · d3 cavallo del bianco · c2 torre del nero · d2 alfiere del bianco · e2 torre del nero · h2 donna del nero · d1 torre del bianco · h1 alfiere del bianco | b8 re del bianco · g8 torre del bianco · a7 pedone del nero · c7 pedone del nero · d7 re del nero · e7 pedone del nero · e6 pedone del nero · c5 pedone del bianco · e5 pedone del bianco · a3 alfiere del nero · b3 pedone del nero · d3 cavallo del bianco · c2 torre del nero · d2 alfiere del bianco · e2 torre del nero · h2 donna del nero · d1 torre del bianco · h1 alfiere del bianco | b8 re del bianco · g8 torre del bianco · a7 pedone del nero · c7 pedone del nero · d7 re del nero · e7 pedone del nero · e6 pedone del nero · c5 pedone del bianco · e5 pedone del bianco · a3 alfiere del nero · b3 pedone del nero · d3 cavallo del bianco · c2 torre del nero · d2 alfiere del bianco · e2 torre del nero · h2 donna del nero · d1 torre del bianco · h1 alfiere del bianco | b8 re del bianco · g8 torre del bianco · a7 pedone del nero · c7 pedone del nero · d7 re del nero · e7 pedone del nero · e6 pedone del nero · c5 pedone del bianco · e5 pedone del bianco · a3 alfiere del nero · b3 pedone del nero · d3 cavallo del bianco · c2 torre del nero · d2 alfiere del bianco · e2 torre del nero · h2 donna del nero · d1 torre del bianco · h1 alfiere del bianco | b8 re del bianco · g8 torre del bianco · a7 pedone del nero · c7 pedone del nero · d7 re del nero · e7 pedone del nero · e6 pedone del nero · c5 pedone del bianco · e5 pedone del bianco · a3 alfiere del nero · b3 pedone del nero · d3 cavallo del bianco · c2 torre del nero · d2 alfiere del bianco · e2 torre del nero · h2 donna del nero · d1 torre del bianco · h1 alfiere del bianco | b8 re del bianco · g8 torre del bianco · a7 pedone del nero · c7 pedone del nero · d7 re del nero · e7 pedone del nero · e6 pedone del nero · c5 pedone del bianco · e5 pedone del bianco · a3 alfiere del nero · b3 pedone del nero · d3 cavallo del bianco · c2 torre del nero · d2 alfiere del bianco · e2 torre del nero · h2 donna del nero · d1 torre del bianco · h1 alfiere del bianco | 8 |
| 7 | b8 re del bianco · g8 torre del bianco · a7 pedone del nero · c7 pedone del nero · d7 re del nero · e7 pedone del nero · e6 pedone del nero · c5 pedone del bianco · e5 pedone del bianco · a3 alfiere del nero · b3 pedone del nero · d3 cavallo del bianco · c2 torre del nero · d2 alfiere del bianco · e2 torre del nero · h2 donna del nero · d1 torre del bianco · h1 alfiere del bianco | b8 re del bianco · g8 torre del bianco · a7 pedone del nero · c7 pedone del nero · d7 re del nero · e7 pedone del nero · e6 pedone del nero · c5 pedone del bianco · e5 pedone del bianco · a3 alfiere del nero · b3 pedone del nero · d3 cavallo del bianco · c2 torre del nero · d2 alfiere del bianco · e2 torre del nero · h2 donna del nero · d1 torre del bianco · h1 alfiere del bianco | b8 re del bianco · g8 torre del bianco · a7 pedone del nero · c7 pedone del nero · d7 re del nero · e7 pedone del nero · e6 pedone del nero · c5 pedone del bianco · e5 pedone del bianco · a3 alfiere del nero · b3 pedone del nero · d3 cavallo del bianco · c2 torre del nero · d2 alfiere del bianco · e2 torre del nero · h2 donna del nero · d1 torre del bianco · h1 alfiere del bianco | b8 re del bianco · g8 torre del bianco · a7 pedone del nero · c7 pedone del nero · d7 re del nero · e7 pedone del nero · e6 pedone del nero · c5 pedone del bianco · e5 pedone del bianco · a3 alfiere del nero · b3 pedone del nero · d3 cavallo del bianco · c2 torre del nero · d2 alfiere del bianco · e2 torre del nero · h2 donna del nero · d1 torre del bianco · h1 alfiere del bianco | b8 re del bianco · g8 torre del bianco · a7 pedone del nero · c7 pedone del nero · d7 re del nero · e7 pedone del nero · e6 pedone del nero · c5 pedone del bianco · e5 pedone del bianco · a3 alfiere del nero · b3 pedone del nero · d3 cavallo del bianco · c2 torre del nero · d2 alfiere del bianco · e2 torre del nero · h2 donna del nero · d1 torre del bianco · h1 alfiere del bianco | b8 re del bianco · g8 torre del bianco · a7 pedone del nero · c7 pedone del nero · d7 re del nero · e7 pedone del nero · e6 pedone del nero · c5 pedone del bianco · e5 pedone del bianco · a3 alfiere del nero · b3 pedone del nero · d3 cavallo del bianco · c2 torre del nero · d2 alfiere del bianco · e2 torre del nero · h2 donna del nero · d1 torre del bianco · h1 alfiere del bianco | b8 re del bianco · g8 torre del bianco · a7 pedone del nero · c7 pedone del nero · d7 re del nero · e7 pedone del nero · e6 pedone del nero · c5 pedone del bianco · e5 pedone del bianco · a3 alfiere del nero · b3 pedone del nero · d3 cavallo del bianco · c2 torre del nero · d2 alfiere del bianco · e2 torre del nero · h2 donna del nero · d1 torre del bianco · h1 alfiere del bianco | b8 re del bianco · g8 torre del bianco · a7 pedone del nero · c7 pedone del nero · d7 re del nero · e7 pedone del nero · e6 pedone del nero · c5 pedone del bianco · e5 pedone del bianco · a3 alfiere del nero · b3 pedone del nero · d3 cavallo del bianco · c2 torre del nero · d2 alfiere del bianco · e2 torre del nero · h2 donna del nero · d1 torre del bianco · h1 alfiere del bianco | 7 |
| 6 | b8 re del bianco · g8 torre del bianco · a7 pedone del nero · c7 pedone del nero · d7 re del nero · e7 pedone del nero · e6 pedone del nero · c5 pedone del bianco · e5 pedone del bianco · a3 alfiere del nero · b3 pedone del nero · d3 cavallo del bianco · c2 torre del nero · d2 alfiere del bianco · e2 torre del nero · h2 donna del nero · d1 torre del bianco · h1 alfiere del bianco | b8 re del bianco · g8 torre del bianco · a7 pedone del nero · c7 pedone del nero · d7 re del nero · e7 pedone del nero · e6 pedone del nero · c5 pedone del bianco · e5 pedone del bianco · a3 alfiere del nero · b3 pedone del nero · d3 cavallo del bianco · c2 torre del nero · d2 alfiere del bianco · e2 torre del nero · h2 donna del nero · d1 torre del bianco · h1 alfiere del bianco | b8 re del bianco · g8 torre del bianco · a7 pedone del nero · c7 pedone del nero · d7 re del nero · e7 pedone del nero · e6 pedone del nero · c5 pedone del bianco · e5 pedone del bianco · a3 alfiere del nero · b3 pedone del nero · d3 cavallo del bianco · c2 torre del nero · d2 alfiere del bianco · e2 torre del nero · h2 donna del nero · d1 torre del bianco · h1 alfiere del bianco | b8 re del bianco · g8 torre del bianco · a7 pedone del nero · c7 pedone del nero · d7 re del nero · e7 pedone del nero · e6 pedone del nero · c5 pedone del bianco · e5 pedone del bianco · a3 alfiere del nero · b3 pedone del nero · d3 cavallo del bianco · c2 torre del nero · d2 alfiere del bianco · e2 torre del nero · h2 donna del nero · d1 torre del bianco · h1 alfiere del bianco | b8 re del bianco · g8 torre del bianco · a7 pedone del nero · c7 pedone del nero · d7 re del nero · e7 pedone del nero · e6 pedone del nero · c5 pedone del bianco · e5 pedone del bianco · a3 alfiere del nero · b3 pedone del nero · d3 cavallo del bianco · c2 torre del nero · d2 alfiere del bianco · e2 torre del nero · h2 donna del nero · d1 torre del bianco · h1 alfiere del bianco | b8 re del bianco · g8 torre del bianco · a7 pedone del nero · c7 pedone del nero · d7 re del nero · e7 pedone del nero · e6 pedone del nero · c5 pedone del bianco · e5 pedone del bianco · a3 alfiere del nero · b3 pedone del nero · d3 cavallo del bianco · c2 torre del nero · d2 alfiere del bianco · e2 torre del nero · h2 donna del nero · d1 torre del bianco · h1 alfiere del bianco | b8 re del bianco · g8 torre del bianco · a7 pedone del nero · c7 pedone del nero · d7 re del nero · e7 pedone del nero · e6 pedone del nero · c5 pedone del bianco · e5 pedone del bianco · a3 alfiere del nero · b3 pedone del nero · d3 cavallo del bianco · c2 torre del nero · d2 alfiere del bianco · e2 torre del nero · h2 donna del nero · d1 torre del bianco · h1 alfiere del bianco | b8 re del bianco · g8 torre del bianco · a7 pedone del nero · c7 pedone del nero · d7 re del nero · e7 pedone del nero · e6 pedone del nero · c5 pedone del bianco · e5 pedone del bianco · a3 alfiere del nero · b3 pedone del nero · d3 cavallo del bianco · c2 torre del nero · d2 alfiere del bianco · e2 torre del nero · h2 donna del nero · d1 torre del bianco · h1 alfiere del bianco | 6 |
| 5 | b8 re del bianco · g8 torre del bianco · a7 pedone del nero · c7 pedone del nero · d7 re del nero · e7 pedone del nero · e6 pedone del nero · c5 pedone del bianco · e5 pedone del bianco · a3 alfiere del nero · b3 pedone del nero · d3 cavallo del bianco · c2 torre del nero · d2 alfiere del bianco · e2 torre del nero · h2 donna del nero · d1 torre del bianco · h1 alfiere del bianco | b8 re del bianco · g8 torre del bianco · a7 pedone del nero · c7 pedone del nero · d7 re del nero · e7 pedone del nero · e6 pedone del nero · c5 pedone del bianco · e5 pedone del bianco · a3 alfiere del nero · b3 pedone del nero · d3 cavallo del bianco · c2 torre del nero · d2 alfiere del bianco · e2 torre del nero · h2 donna del nero · d1 torre del bianco · h1 alfiere del bianco | b8 re del bianco · g8 torre del bianco · a7 pedone del nero · c7 pedone del nero · d7 re del nero · e7 pedone del nero · e6 pedone del nero · c5 pedone del bianco · e5 pedone del bianco · a3 alfiere del nero · b3 pedone del nero · d3 cavallo del bianco · c2 torre del nero · d2 alfiere del bianco · e2 torre del nero · h2 donna del nero · d1 torre del bianco · h1 alfiere del bianco | b8 re del bianco · g8 torre del bianco · a7 pedone del nero · c7 pedone del nero · d7 re del nero · e7 pedone del nero · e6 pedone del nero · c5 pedone del bianco · e5 pedone del bianco · a3 alfiere del nero · b3 pedone del nero · d3 cavallo del bianco · c2 torre del nero · d2 alfiere del bianco · e2 torre del nero · h2 donna del nero · d1 torre del bianco · h1 alfiere del bianco | b8 re del bianco · g8 torre del bianco · a7 pedone del nero · c7 pedone del nero · d7 re del nero · e7 pedone del nero · e6 pedone del nero · c5 pedone del bianco · e5 pedone del bianco · a3 alfiere del nero · b3 pedone del nero · d3 cavallo del bianco · c2 torre del nero · d2 alfiere del bianco · e2 torre del nero · h2 donna del nero · d1 torre del bianco · h1 alfiere del bianco | b8 re del bianco · g8 torre del bianco · a7 pedone del nero · c7 pedone del nero · d7 re del nero · e7 pedone del nero · e6 pedone del nero · c5 pedone del bianco · e5 pedone del bianco · a3 alfiere del nero · b3 pedone del nero · d3 cavallo del bianco · c2 torre del nero · d2 alfiere del bianco · e2 torre del nero · h2 donna del nero · d1 torre del bianco · h1 alfiere del bianco | b8 re del bianco · g8 torre del bianco · a7 pedone del nero · c7 pedone del nero · d7 re del nero · e7 pedone del nero · e6 pedone del nero · c5 pedone del bianco · e5 pedone del bianco · a3 alfiere del nero · b3 pedone del nero · d3 cavallo del bianco · c2 torre del nero · d2 alfiere del bianco · e2 torre del nero · h2 donna del nero · d1 torre del bianco · h1 alfiere del bianco | b8 re del bianco · g8 torre del bianco · a7 pedone del nero · c7 pedone del nero · d7 re del nero · e7 pedone del nero · e6 pedone del nero · c5 pedone del bianco · e5 pedone del bianco · a3 alfiere del nero · b3 pedone del nero · d3 cavallo del bianco · c2 torre del nero · d2 alfiere del bianco · e2 torre del nero · h2 donna del nero · d1 torre del bianco · h1 alfiere del bianco | 5 |
| 4 | b8 re del bianco · g8 torre del bianco · a7 pedone del nero · c7 pedone del nero · d7 re del nero · e7 pedone del nero · e6 pedone del nero · c5 pedone del bianco · e5 pedone del bianco · a3 alfiere del nero · b3 pedone del nero · d3 cavallo del bianco · c2 torre del nero · d2 alfiere del bianco · e2 torre del nero · h2 donna del nero · d1 torre del bianco · h1 alfiere del bianco | b8 re del bianco · g8 torre del bianco · a7 pedone del nero · c7 pedone del nero · d7 re del nero · e7 pedone del nero · e6 pedone del nero · c5 pedone del bianco · e5 pedone del bianco · a3 alfiere del nero · b3 pedone del nero · d3 cavallo del bianco · c2 torre del nero · d2 alfiere del bianco · e2 torre del nero · h2 donna del nero · d1 torre del bianco · h1 alfiere del bianco | b8 re del bianco · g8 torre del bianco · a7 pedone del nero · c7 pedone del nero · d7 re del nero · e7 pedone del nero · e6 pedone del nero · c5 pedone del bianco · e5 pedone del bianco · a3 alfiere del nero · b3 pedone del nero · d3 cavallo del bianco · c2 torre del nero · d2 alfiere del bianco · e2 torre del nero · h2 donna del nero · d1 torre del bianco · h1 alfiere del bianco | b8 re del bianco · g8 torre del bianco · a7 pedone del nero · c7 pedone del nero · d7 re del nero · e7 pedone del nero · e6 pedone del nero · c5 pedone del bianco · e5 pedone del bianco · a3 alfiere del nero · b3 pedone del nero · d3 cavallo del bianco · c2 torre del nero · d2 alfiere del bianco · e2 torre del nero · h2 donna del nero · d1 torre del bianco · h1 alfiere del bianco | b8 re del bianco · g8 torre del bianco · a7 pedone del nero · c7 pedone del nero · d7 re del nero · e7 pedone del nero · e6 pedone del nero · c5 pedone del bianco · e5 pedone del bianco · a3 alfiere del nero · b3 pedone del nero · d3 cavallo del bianco · c2 torre del nero · d2 alfiere del bianco · e2 torre del nero · h2 donna del nero · d1 torre del bianco · h1 alfiere del bianco | b8 re del bianco · g8 torre del bianco · a7 pedone del nero · c7 pedone del nero · d7 re del nero · e7 pedone del nero · e6 pedone del nero · c5 pedone del bianco · e5 pedone del bianco · a3 alfiere del nero · b3 pedone del nero · d3 cavallo del bianco · c2 torre del nero · d2 alfiere del bianco · e2 torre del nero · h2 donna del nero · d1 torre del bianco · h1 alfiere del bianco | b8 re del bianco · g8 torre del bianco · a7 pedone del nero · c7 pedone del nero · d7 re del nero · e7 pedone del nero · e6 pedone del nero · c5 pedone del bianco · e5 pedone del bianco · a3 alfiere del nero · b3 pedone del nero · d3 cavallo del bianco · c2 torre del nero · d2 alfiere del bianco · e2 torre del nero · h2 donna del nero · d1 torre del bianco · h1 alfiere del bianco | b8 re del bianco · g8 torre del bianco · a7 pedone del nero · c7 pedone del nero · d7 re del nero · e7 pedone del nero · e6 pedone del nero · c5 pedone del bianco · e5 pedone del bianco · a3 alfiere del nero · b3 pedone del nero · d3 cavallo del bianco · c2 torre del nero · d2 alfiere del bianco · e2 torre del nero · h2 donna del nero · d1 torre del bianco · h1 alfiere del bianco | 4 |
| 3 | b8 re del bianco · g8 torre del bianco · a7 pedone del nero · c7 pedone del nero · d7 re del nero · e7 pedone del nero · e6 pedone del nero · c5 pedone del bianco · e5 pedone del bianco · a3 alfiere del nero · b3 pedone del nero · d3 cavallo del bianco · c2 torre del nero · d2 alfiere del bianco · e2 torre del nero · h2 donna del nero · d1 torre del bianco · h1 alfiere del bianco | b8 re del bianco · g8 torre del bianco · a7 pedone del nero · c7 pedone del nero · d7 re del nero · e7 pedone del nero · e6 pedone del nero · c5 pedone del bianco · e5 pedone del bianco · a3 alfiere del nero · b3 pedone del nero · d3 cavallo del bianco · c2 torre del nero · d2 alfiere del bianco · e2 torre del nero · h2 donna del nero · d1 torre del bianco · h1 alfiere del bianco | b8 re del bianco · g8 torre del bianco · a7 pedone del nero · c7 pedone del nero · d7 re del nero · e7 pedone del nero · e6 pedone del nero · c5 pedone del bianco · e5 pedone del bianco · a3 alfiere del nero · b3 pedone del nero · d3 cavallo del bianco · c2 torre del nero · d2 alfiere del bianco · e2 torre del nero · h2 donna del nero · d1 torre del bianco · h1 alfiere del bianco | b8 re del bianco · g8 torre del bianco · a7 pedone del nero · c7 pedone del nero · d7 re del nero · e7 pedone del nero · e6 pedone del nero · c5 pedone del bianco · e5 pedone del bianco · a3 alfiere del nero · b3 pedone del nero · d3 cavallo del bianco · c2 torre del nero · d2 alfiere del bianco · e2 torre del nero · h2 donna del nero · d1 torre del bianco · h1 alfiere del bianco | b8 re del bianco · g8 torre del bianco · a7 pedone del nero · c7 pedone del nero · d7 re del nero · e7 pedone del nero · e6 pedone del nero · c5 pedone del bianco · e5 pedone del bianco · a3 alfiere del nero · b3 pedone del nero · d3 cavallo del bianco · c2 torre del nero · d2 alfiere del bianco · e2 torre del nero · h2 donna del nero · d1 torre del bianco · h1 alfiere del bianco | b8 re del bianco · g8 torre del bianco · a7 pedone del nero · c7 pedone del nero · d7 re del nero · e7 pedone del nero · e6 pedone del nero · c5 pedone del bianco · e5 pedone del bianco · a3 alfiere del nero · b3 pedone del nero · d3 cavallo del bianco · c2 torre del nero · d2 alfiere del bianco · e2 torre del nero · h2 donna del nero · d1 torre del bianco · h1 alfiere del bianco | b8 re del bianco · g8 torre del bianco · a7 pedone del nero · c7 pedone del nero · d7 re del nero · e7 pedone del nero · e6 pedone del nero · c5 pedone del bianco · e5 pedone del bianco · a3 alfiere del nero · b3 pedone del nero · d3 cavallo del bianco · c2 torre del nero · d2 alfiere del bianco · e2 torre del nero · h2 donna del nero · d1 torre del bianco · h1 alfiere del bianco | b8 re del bianco · g8 torre del bianco · a7 pedone del nero · c7 pedone del nero · d7 re del nero · e7 pedone del nero · e6 pedone del nero · c5 pedone del bianco · e5 pedone del bianco · a3 alfiere del nero · b3 pedone del nero · d3 cavallo del bianco · c2 torre del nero · d2 alfiere del bianco · e2 torre del nero · h2 donna del nero · d1 torre del bianco · h1 alfiere del bianco | 3 |
| 2 | b8 re del bianco · g8 torre del bianco · a7 pedone del nero · c7 pedone del nero · d7 re del nero · e7 pedone del nero · e6 pedone del nero · c5 pedone del bianco · e5 pedone del bianco · a3 alfiere del nero · b3 pedone del nero · d3 cavallo del bianco · c2 torre del nero · d2 alfiere del bianco · e2 torre del nero · h2 donna del nero · d1 torre del bianco · h1 alfiere del bianco | b8 re del bianco · g8 torre del bianco · a7 pedone del nero · c7 pedone del nero · d7 re del nero · e7 pedone del nero · e6 pedone del nero · c5 pedone del bianco · e5 pedone del bianco · a3 alfiere del nero · b3 pedone del nero · d3 cavallo del bianco · c2 torre del nero · d2 alfiere del bianco · e2 torre del nero · h2 donna del nero · d1 torre del bianco · h1 alfiere del bianco | b8 re del bianco · g8 torre del bianco · a7 pedone del nero · c7 pedone del nero · d7 re del nero · e7 pedone del nero · e6 pedone del nero · c5 pedone del bianco · e5 pedone del bianco · a3 alfiere del nero · b3 pedone del nero · d3 cavallo del bianco · c2 torre del nero · d2 alfiere del bianco · e2 torre del nero · h2 donna del nero · d1 torre del bianco · h1 alfiere del bianco | b8 re del bianco · g8 torre del bianco · a7 pedone del nero · c7 pedone del nero · d7 re del nero · e7 pedone del nero · e6 pedone del nero · c5 pedone del bianco · e5 pedone del bianco · a3 alfiere del nero · b3 pedone del nero · d3 cavallo del bianco · c2 torre del nero · d2 alfiere del bianco · e2 torre del nero · h2 donna del nero · d1 torre del bianco · h1 alfiere del bianco | b8 re del bianco · g8 torre del bianco · a7 pedone del nero · c7 pedone del nero · d7 re del nero · e7 pedone del nero · e6 pedone del nero · c5 pedone del bianco · e5 pedone del bianco · a3 alfiere del nero · b3 pedone del nero · d3 cavallo del bianco · c2 torre del nero · d2 alfiere del bianco · e2 torre del nero · h2 donna del nero · d1 torre del bianco · h1 alfiere del bianco | b8 re del bianco · g8 torre del bianco · a7 pedone del nero · c7 pedone del nero · d7 re del nero · e7 pedone del nero · e6 pedone del nero · c5 pedone del bianco · e5 pedone del bianco · a3 alfiere del nero · b3 pedone del nero · d3 cavallo del bianco · c2 torre del nero · d2 alfiere del bianco · e2 torre del nero · h2 donna del nero · d1 torre del bianco · h1 alfiere del bianco | b8 re del bianco · g8 torre del bianco · a7 pedone del nero · c7 pedone del nero · d7 re del nero · e7 pedone del nero · e6 pedone del nero · c5 pedone del bianco · e5 pedone del bianco · a3 alfiere del nero · b3 pedone del nero · d3 cavallo del bianco · c2 torre del nero · d2 alfiere del bianco · e2 torre del nero · h2 donna del nero · d1 torre del bianco · h1 alfiere del bianco | b8 re del bianco · g8 torre del bianco · a7 pedone del nero · c7 pedone del nero · d7 re del nero · e7 pedone del nero · e6 pedone del nero · c5 pedone del bianco · e5 pedone del bianco · a3 alfiere del nero · b3 pedone del nero · d3 cavallo del bianco · c2 torre del nero · d2 alfiere del bianco · e2 torre del nero · h2 donna del nero · d1 torre del bianco · h1 alfiere del bianco | 2 |
| 1 | b8 re del bianco · g8 torre del bianco · a7 pedone del nero · c7 pedone del nero · d7 re del nero · e7 pedone del nero · e6 pedone del nero · c5 pedone del bianco · e5 pedone del bianco · a3 alfiere del nero · b3 pedone del nero · d3 cavallo del bianco · c2 torre del nero · d2 alfiere del bianco · e2 torre del nero · h2 donna del nero · d1 torre del bianco · h1 alfiere del bianco | b8 re del bianco · g8 torre del bianco · a7 pedone del nero · c7 pedone del nero · d7 re del nero · e7 pedone del nero · e6 pedone del nero · c5 pedone del bianco · e5 pedone del bianco · a3 alfiere del nero · b3 pedone del nero · d3 cavallo del bianco · c2 torre del nero · d2 alfiere del bianco · e2 torre del nero · h2 donna del nero · d1 torre del bianco · h1 alfiere del bianco | b8 re del bianco · g8 torre del bianco · a7 pedone del nero · c7 pedone del nero · d7 re del nero · e7 pedone del nero · e6 pedone del nero · c5 pedone del bianco · e5 pedone del bianco · a3 alfiere del nero · b3 pedone del nero · d3 cavallo del bianco · c2 torre del nero · d2 alfiere del bianco · e2 torre del nero · h2 donna del nero · d1 torre del bianco · h1 alfiere del bianco | b8 re del bianco · g8 torre del bianco · a7 pedone del nero · c7 pedone del nero · d7 re del nero · e7 pedone del nero · e6 pedone del nero · c5 pedone del bianco · e5 pedone del bianco · a3 alfiere del nero · b3 pedone del nero · d3 cavallo del bianco · c2 torre del nero · d2 alfiere del bianco · e2 torre del nero · h2 donna del nero · d1 torre del bianco · h1 alfiere del bianco | b8 re del bianco · g8 torre del bianco · a7 pedone del nero · c7 pedone del nero · d7 re del nero · e7 pedone del nero · e6 pedone del nero · c5 pedone del bianco · e5 pedone del bianco · a3 alfiere del nero · b3 pedone del nero · d3 cavallo del bianco · c2 torre del nero · d2 alfiere del bianco · e2 torre del nero · h2 donna del nero · d1 torre del bianco · h1 alfiere del bianco | b8 re del bianco · g8 torre del bianco · a7 pedone del nero · c7 pedone del nero · d7 re del nero · e7 pedone del nero · e6 pedone del nero · c5 pedone del bianco · e5 pedone del bianco · a3 alfiere del nero · b3 pedone del nero · d3 cavallo del bianco · c2 torre del nero · d2 alfiere del bianco · e2 torre del nero · h2 donna del nero · d1 torre del bianco · h1 alfiere del bianco | b8 re del bianco · g8 torre del bianco · a7 pedone del nero · c7 pedone del nero · d7 re del nero · e7 pedone del nero · e6 pedone del nero · c5 pedone del bianco · e5 pedone del bianco · a3 alfiere del nero · b3 pedone del nero · d3 cavallo del bianco · c2 torre del nero · d2 alfiere del bianco · e2 torre del nero · h2 donna del nero · d1 torre del bianco · h1 alfiere del bianco | b8 re del bianco · g8 torre del bianco · a7 pedone del nero · c7 pedone del nero · d7 re del nero · e7 pedone del nero · e6 pedone del nero · c5 pedone del bianco · e5 pedone del bianco · a3 alfiere del nero · b3 pedone del nero · d3 cavallo del bianco · c2 torre del nero · d2 alfiere del bianco · e2 torre del nero · h2 donna del nero · d1 torre del bianco · h1 alfiere del bianco | 1 |
|   | a | b | c | d | e | f | g | h |   |

Soluzione:
1. Ab7 !  (min. 2. c6+ Txc6 3. Ac8#)

1... Txc5  2. Ab4 ... 3. Cxc5#

1... Dxe5  2. Ae3 ... 3. Cxe5#

|   | a | b | c | d | e | f | g | h |   |
| 8 | d8 alfiere del nero · b7 donna del nero · c7 pedone del nero · f7 pedone del nero · b6 pedone del bianco · d6 pedone del bianco · f6 torre del bianco · h6 re del bianco · b5 pedone del bianco · d5 re del nero · f5 pedone del bianco · c4 torre del bianco · b3 alfiere del bianco · f3 pedone del bianco · g3 pedone del nero · d2 pedone del bianco · b1 alfiere del nero · d1 cavallo del nero · e1 donna del bianco | d8 alfiere del nero · b7 donna del nero · c7 pedone del nero · f7 pedone del nero · b6 pedone del bianco · d6 pedone del bianco · f6 torre del bianco · h6 re del bianco · b5 pedone del bianco · d5 re del nero · f5 pedone del bianco · c4 torre del bianco · b3 alfiere del bianco · f3 pedone del bianco · g3 pedone del nero · d2 pedone del bianco · b1 alfiere del nero · d1 cavallo del nero · e1 donna del bianco | d8 alfiere del nero · b7 donna del nero · c7 pedone del nero · f7 pedone del nero · b6 pedone del bianco · d6 pedone del bianco · f6 torre del bianco · h6 re del bianco · b5 pedone del bianco · d5 re del nero · f5 pedone del bianco · c4 torre del bianco · b3 alfiere del bianco · f3 pedone del bianco · g3 pedone del nero · d2 pedone del bianco · b1 alfiere del nero · d1 cavallo del nero · e1 donna del bianco | d8 alfiere del nero · b7 donna del nero · c7 pedone del nero · f7 pedone del nero · b6 pedone del bianco · d6 pedone del bianco · f6 torre del bianco · h6 re del bianco · b5 pedone del bianco · d5 re del nero · f5 pedone del bianco · c4 torre del bianco · b3 alfiere del bianco · f3 pedone del bianco · g3 pedone del nero · d2 pedone del bianco · b1 alfiere del nero · d1 cavallo del nero · e1 donna del bianco | d8 alfiere del nero · b7 donna del nero · c7 pedone del nero · f7 pedone del nero · b6 pedone del bianco · d6 pedone del bianco · f6 torre del bianco · h6 re del bianco · b5 pedone del bianco · d5 re del nero · f5 pedone del bianco · c4 torre del bianco · b3 alfiere del bianco · f3 pedone del bianco · g3 pedone del nero · d2 pedone del bianco · b1 alfiere del nero · d1 cavallo del nero · e1 donna del bianco | d8 alfiere del nero · b7 donna del nero · c7 pedone del nero · f7 pedone del nero · b6 pedone del bianco · d6 pedone del bianco · f6 torre del bianco · h6 re del bianco · b5 pedone del bianco · d5 re del nero · f5 pedone del bianco · c4 torre del bianco · b3 alfiere del bianco · f3 pedone del bianco · g3 pedone del nero · d2 pedone del bianco · b1 alfiere del nero · d1 cavallo del nero · e1 donna del bianco | d8 alfiere del nero · b7 donna del nero · c7 pedone del nero · f7 pedone del nero · b6 pedone del bianco · d6 pedone del bianco · f6 torre del bianco · h6 re del bianco · b5 pedone del bianco · d5 re del nero · f5 pedone del bianco · c4 torre del bianco · b3 alfiere del bianco · f3 pedone del bianco · g3 pedone del nero · d2 pedone del bianco · b1 alfiere del nero · d1 cavallo del nero · e1 donna del bianco | d8 alfiere del nero · b7 donna del nero · c7 pedone del nero · f7 pedone del nero · b6 pedone del bianco · d6 pedone del bianco · f6 torre del bianco · h6 re del bianco · b5 pedone del bianco · d5 re del nero · f5 pedone del bianco · c4 torre del bianco · b3 alfiere del bianco · f3 pedone del bianco · g3 pedone del nero · d2 pedone del bianco · b1 alfiere del nero · d1 cavallo del nero · e1 donna del bianco | 8 |
| 7 | d8 alfiere del nero · b7 donna del nero · c7 pedone del nero · f7 pedone del nero · b6 pedone del bianco · d6 pedone del bianco · f6 torre del bianco · h6 re del bianco · b5 pedone del bianco · d5 re del nero · f5 pedone del bianco · c4 torre del bianco · b3 alfiere del bianco · f3 pedone del bianco · g3 pedone del nero · d2 pedone del bianco · b1 alfiere del nero · d1 cavallo del nero · e1 donna del bianco | d8 alfiere del nero · b7 donna del nero · c7 pedone del nero · f7 pedone del nero · b6 pedone del bianco · d6 pedone del bianco · f6 torre del bianco · h6 re del bianco · b5 pedone del bianco · d5 re del nero · f5 pedone del bianco · c4 torre del bianco · b3 alfiere del bianco · f3 pedone del bianco · g3 pedone del nero · d2 pedone del bianco · b1 alfiere del nero · d1 cavallo del nero · e1 donna del bianco | d8 alfiere del nero · b7 donna del nero · c7 pedone del nero · f7 pedone del nero · b6 pedone del bianco · d6 pedone del bianco · f6 torre del bianco · h6 re del bianco · b5 pedone del bianco · d5 re del nero · f5 pedone del bianco · c4 torre del bianco · b3 alfiere del bianco · f3 pedone del bianco · g3 pedone del nero · d2 pedone del bianco · b1 alfiere del nero · d1 cavallo del nero · e1 donna del bianco | d8 alfiere del nero · b7 donna del nero · c7 pedone del nero · f7 pedone del nero · b6 pedone del bianco · d6 pedone del bianco · f6 torre del bianco · h6 re del bianco · b5 pedone del bianco · d5 re del nero · f5 pedone del bianco · c4 torre del bianco · b3 alfiere del bianco · f3 pedone del bianco · g3 pedone del nero · d2 pedone del bianco · b1 alfiere del nero · d1 cavallo del nero · e1 donna del bianco | d8 alfiere del nero · b7 donna del nero · c7 pedone del nero · f7 pedone del nero · b6 pedone del bianco · d6 pedone del bianco · f6 torre del bianco · h6 re del bianco · b5 pedone del bianco · d5 re del nero · f5 pedone del bianco · c4 torre del bianco · b3 alfiere del bianco · f3 pedone del bianco · g3 pedone del nero · d2 pedone del bianco · b1 alfiere del nero · d1 cavallo del nero · e1 donna del bianco | d8 alfiere del nero · b7 donna del nero · c7 pedone del nero · f7 pedone del nero · b6 pedone del bianco · d6 pedone del bianco · f6 torre del bianco · h6 re del bianco · b5 pedone del bianco · d5 re del nero · f5 pedone del bianco · c4 torre del bianco · b3 alfiere del bianco · f3 pedone del bianco · g3 pedone del nero · d2 pedone del bianco · b1 alfiere del nero · d1 cavallo del nero · e1 donna del bianco | d8 alfiere del nero · b7 donna del nero · c7 pedone del nero · f7 pedone del nero · b6 pedone del bianco · d6 pedone del bianco · f6 torre del bianco · h6 re del bianco · b5 pedone del bianco · d5 re del nero · f5 pedone del bianco · c4 torre del bianco · b3 alfiere del bianco · f3 pedone del bianco · g3 pedone del nero · d2 pedone del bianco · b1 alfiere del nero · d1 cavallo del nero · e1 donna del bianco | d8 alfiere del nero · b7 donna del nero · c7 pedone del nero · f7 pedone del nero · b6 pedone del bianco · d6 pedone del bianco · f6 torre del bianco · h6 re del bianco · b5 pedone del bianco · d5 re del nero · f5 pedone del bianco · c4 torre del bianco · b3 alfiere del bianco · f3 pedone del bianco · g3 pedone del nero · d2 pedone del bianco · b1 alfiere del nero · d1 cavallo del nero · e1 donna del bianco | 7 |
| 6 | d8 alfiere del nero · b7 donna del nero · c7 pedone del nero · f7 pedone del nero · b6 pedone del bianco · d6 pedone del bianco · f6 torre del bianco · h6 re del bianco · b5 pedone del bianco · d5 re del nero · f5 pedone del bianco · c4 torre del bianco · b3 alfiere del bianco · f3 pedone del bianco · g3 pedone del nero · d2 pedone del bianco · b1 alfiere del nero · d1 cavallo del nero · e1 donna del bianco | d8 alfiere del nero · b7 donna del nero · c7 pedone del nero · f7 pedone del nero · b6 pedone del bianco · d6 pedone del bianco · f6 torre del bianco · h6 re del bianco · b5 pedone del bianco · d5 re del nero · f5 pedone del bianco · c4 torre del bianco · b3 alfiere del bianco · f3 pedone del bianco · g3 pedone del nero · d2 pedone del bianco · b1 alfiere del nero · d1 cavallo del nero · e1 donna del bianco | d8 alfiere del nero · b7 donna del nero · c7 pedone del nero · f7 pedone del nero · b6 pedone del bianco · d6 pedone del bianco · f6 torre del bianco · h6 re del bianco · b5 pedone del bianco · d5 re del nero · f5 pedone del bianco · c4 torre del bianco · b3 alfiere del bianco · f3 pedone del bianco · g3 pedone del nero · d2 pedone del bianco · b1 alfiere del nero · d1 cavallo del nero · e1 donna del bianco | d8 alfiere del nero · b7 donna del nero · c7 pedone del nero · f7 pedone del nero · b6 pedone del bianco · d6 pedone del bianco · f6 torre del bianco · h6 re del bianco · b5 pedone del bianco · d5 re del nero · f5 pedone del bianco · c4 torre del bianco · b3 alfiere del bianco · f3 pedone del bianco · g3 pedone del nero · d2 pedone del bianco · b1 alfiere del nero · d1 cavallo del nero · e1 donna del bianco | d8 alfiere del nero · b7 donna del nero · c7 pedone del nero · f7 pedone del nero · b6 pedone del bianco · d6 pedone del bianco · f6 torre del bianco · h6 re del bianco · b5 pedone del bianco · d5 re del nero · f5 pedone del bianco · c4 torre del bianco · b3 alfiere del bianco · f3 pedone del bianco · g3 pedone del nero · d2 pedone del bianco · b1 alfiere del nero · d1 cavallo del nero · e1 donna del bianco | d8 alfiere del nero · b7 donna del nero · c7 pedone del nero · f7 pedone del nero · b6 pedone del bianco · d6 pedone del bianco · f6 torre del bianco · h6 re del bianco · b5 pedone del bianco · d5 re del nero · f5 pedone del bianco · c4 torre del bianco · b3 alfiere del bianco · f3 pedone del bianco · g3 pedone del nero · d2 pedone del bianco · b1 alfiere del nero · d1 cavallo del nero · e1 donna del bianco | d8 alfiere del nero · b7 donna del nero · c7 pedone del nero · f7 pedone del nero · b6 pedone del bianco · d6 pedone del bianco · f6 torre del bianco · h6 re del bianco · b5 pedone del bianco · d5 re del nero · f5 pedone del bianco · c4 torre del bianco · b3 alfiere del bianco · f3 pedone del bianco · g3 pedone del nero · d2 pedone del bianco · b1 alfiere del nero · d1 cavallo del nero · e1 donna del bianco | d8 alfiere del nero · b7 donna del nero · c7 pedone del nero · f7 pedone del nero · b6 pedone del bianco · d6 pedone del bianco · f6 torre del bianco · h6 re del bianco · b5 pedone del bianco · d5 re del nero · f5 pedone del bianco · c4 torre del bianco · b3 alfiere del bianco · f3 pedone del bianco · g3 pedone del nero · d2 pedone del bianco · b1 alfiere del nero · d1 cavallo del nero · e1 donna del bianco | 6 |
| 5 | d8 alfiere del nero · b7 donna del nero · c7 pedone del nero · f7 pedone del nero · b6 pedone del bianco · d6 pedone del bianco · f6 torre del bianco · h6 re del bianco · b5 pedone del bianco · d5 re del nero · f5 pedone del bianco · c4 torre del bianco · b3 alfiere del bianco · f3 pedone del bianco · g3 pedone del nero · d2 pedone del bianco · b1 alfiere del nero · d1 cavallo del nero · e1 donna del bianco | d8 alfiere del nero · b7 donna del nero · c7 pedone del nero · f7 pedone del nero · b6 pedone del bianco · d6 pedone del bianco · f6 torre del bianco · h6 re del bianco · b5 pedone del bianco · d5 re del nero · f5 pedone del bianco · c4 torre del bianco · b3 alfiere del bianco · f3 pedone del bianco · g3 pedone del nero · d2 pedone del bianco · b1 alfiere del nero · d1 cavallo del nero · e1 donna del bianco | d8 alfiere del nero · b7 donna del nero · c7 pedone del nero · f7 pedone del nero · b6 pedone del bianco · d6 pedone del bianco · f6 torre del bianco · h6 re del bianco · b5 pedone del bianco · d5 re del nero · f5 pedone del bianco · c4 torre del bianco · b3 alfiere del bianco · f3 pedone del bianco · g3 pedone del nero · d2 pedone del bianco · b1 alfiere del nero · d1 cavallo del nero · e1 donna del bianco | d8 alfiere del nero · b7 donna del nero · c7 pedone del nero · f7 pedone del nero · b6 pedone del bianco · d6 pedone del bianco · f6 torre del bianco · h6 re del bianco · b5 pedone del bianco · d5 re del nero · f5 pedone del bianco · c4 torre del bianco · b3 alfiere del bianco · f3 pedone del bianco · g3 pedone del nero · d2 pedone del bianco · b1 alfiere del nero · d1 cavallo del nero · e1 donna del bianco | d8 alfiere del nero · b7 donna del nero · c7 pedone del nero · f7 pedone del nero · b6 pedone del bianco · d6 pedone del bianco · f6 torre del bianco · h6 re del bianco · b5 pedone del bianco · d5 re del nero · f5 pedone del bianco · c4 torre del bianco · b3 alfiere del bianco · f3 pedone del bianco · g3 pedone del nero · d2 pedone del bianco · b1 alfiere del nero · d1 cavallo del nero · e1 donna del bianco | d8 alfiere del nero · b7 donna del nero · c7 pedone del nero · f7 pedone del nero · b6 pedone del bianco · d6 pedone del bianco · f6 torre del bianco · h6 re del bianco · b5 pedone del bianco · d5 re del nero · f5 pedone del bianco · c4 torre del bianco · b3 alfiere del bianco · f3 pedone del bianco · g3 pedone del nero · d2 pedone del bianco · b1 alfiere del nero · d1 cavallo del nero · e1 donna del bianco | d8 alfiere del nero · b7 donna del nero · c7 pedone del nero · f7 pedone del nero · b6 pedone del bianco · d6 pedone del bianco · f6 torre del bianco · h6 re del bianco · b5 pedone del bianco · d5 re del nero · f5 pedone del bianco · c4 torre del bianco · b3 alfiere del bianco · f3 pedone del bianco · g3 pedone del nero · d2 pedone del bianco · b1 alfiere del nero · d1 cavallo del nero · e1 donna del bianco | d8 alfiere del nero · b7 donna del nero · c7 pedone del nero · f7 pedone del nero · b6 pedone del bianco · d6 pedone del bianco · f6 torre del bianco · h6 re del bianco · b5 pedone del bianco · d5 re del nero · f5 pedone del bianco · c4 torre del bianco · b3 alfiere del bianco · f3 pedone del bianco · g3 pedone del nero · d2 pedone del bianco · b1 alfiere del nero · d1 cavallo del nero · e1 donna del bianco | 5 |
| 4 | d8 alfiere del nero · b7 donna del nero · c7 pedone del nero · f7 pedone del nero · b6 pedone del bianco · d6 pedone del bianco · f6 torre del bianco · h6 re del bianco · b5 pedone del bianco · d5 re del nero · f5 pedone del bianco · c4 torre del bianco · b3 alfiere del bianco · f3 pedone del bianco · g3 pedone del nero · d2 pedone del bianco · b1 alfiere del nero · d1 cavallo del nero · e1 donna del bianco | d8 alfiere del nero · b7 donna del nero · c7 pedone del nero · f7 pedone del nero · b6 pedone del bianco · d6 pedone del bianco · f6 torre del bianco · h6 re del bianco · b5 pedone del bianco · d5 re del nero · f5 pedone del bianco · c4 torre del bianco · b3 alfiere del bianco · f3 pedone del bianco · g3 pedone del nero · d2 pedone del bianco · b1 alfiere del nero · d1 cavallo del nero · e1 donna del bianco | d8 alfiere del nero · b7 donna del nero · c7 pedone del nero · f7 pedone del nero · b6 pedone del bianco · d6 pedone del bianco · f6 torre del bianco · h6 re del bianco · b5 pedone del bianco · d5 re del nero · f5 pedone del bianco · c4 torre del bianco · b3 alfiere del bianco · f3 pedone del bianco · g3 pedone del nero · d2 pedone del bianco · b1 alfiere del nero · d1 cavallo del nero · e1 donna del bianco | d8 alfiere del nero · b7 donna del nero · c7 pedone del nero · f7 pedone del nero · b6 pedone del bianco · d6 pedone del bianco · f6 torre del bianco · h6 re del bianco · b5 pedone del bianco · d5 re del nero · f5 pedone del bianco · c4 torre del bianco · b3 alfiere del bianco · f3 pedone del bianco · g3 pedone del nero · d2 pedone del bianco · b1 alfiere del nero · d1 cavallo del nero · e1 donna del bianco | d8 alfiere del nero · b7 donna del nero · c7 pedone del nero · f7 pedone del nero · b6 pedone del bianco · d6 pedone del bianco · f6 torre del bianco · h6 re del bianco · b5 pedone del bianco · d5 re del nero · f5 pedone del bianco · c4 torre del bianco · b3 alfiere del bianco · f3 pedone del bianco · g3 pedone del nero · d2 pedone del bianco · b1 alfiere del nero · d1 cavallo del nero · e1 donna del bianco | d8 alfiere del nero · b7 donna del nero · c7 pedone del nero · f7 pedone del nero · b6 pedone del bianco · d6 pedone del bianco · f6 torre del bianco · h6 re del bianco · b5 pedone del bianco · d5 re del nero · f5 pedone del bianco · c4 torre del bianco · b3 alfiere del bianco · f3 pedone del bianco · g3 pedone del nero · d2 pedone del bianco · b1 alfiere del nero · d1 cavallo del nero · e1 donna del bianco | d8 alfiere del nero · b7 donna del nero · c7 pedone del nero · f7 pedone del nero · b6 pedone del bianco · d6 pedone del bianco · f6 torre del bianco · h6 re del bianco · b5 pedone del bianco · d5 re del nero · f5 pedone del bianco · c4 torre del bianco · b3 alfiere del bianco · f3 pedone del bianco · g3 pedone del nero · d2 pedone del bianco · b1 alfiere del nero · d1 cavallo del nero · e1 donna del bianco | d8 alfiere del nero · b7 donna del nero · c7 pedone del nero · f7 pedone del nero · b6 pedone del bianco · d6 pedone del bianco · f6 torre del bianco · h6 re del bianco · b5 pedone del bianco · d5 re del nero · f5 pedone del bianco · c4 torre del bianco · b3 alfiere del bianco · f3 pedone del bianco · g3 pedone del nero · d2 pedone del bianco · b1 alfiere del nero · d1 cavallo del nero · e1 donna del bianco | 4 |
| 3 | d8 alfiere del nero · b7 donna del nero · c7 pedone del nero · f7 pedone del nero · b6 pedone del bianco · d6 pedone del bianco · f6 torre del bianco · h6 re del bianco · b5 pedone del bianco · d5 re del nero · f5 pedone del bianco · c4 torre del bianco · b3 alfiere del bianco · f3 pedone del bianco · g3 pedone del nero · d2 pedone del bianco · b1 alfiere del nero · d1 cavallo del nero · e1 donna del bianco | d8 alfiere del nero · b7 donna del nero · c7 pedone del nero · f7 pedone del nero · b6 pedone del bianco · d6 pedone del bianco · f6 torre del bianco · h6 re del bianco · b5 pedone del bianco · d5 re del nero · f5 pedone del bianco · c4 torre del bianco · b3 alfiere del bianco · f3 pedone del bianco · g3 pedone del nero · d2 pedone del bianco · b1 alfiere del nero · d1 cavallo del nero · e1 donna del bianco | d8 alfiere del nero · b7 donna del nero · c7 pedone del nero · f7 pedone del nero · b6 pedone del bianco · d6 pedone del bianco · f6 torre del bianco · h6 re del bianco · b5 pedone del bianco · d5 re del nero · f5 pedone del bianco · c4 torre del bianco · b3 alfiere del bianco · f3 pedone del bianco · g3 pedone del nero · d2 pedone del bianco · b1 alfiere del nero · d1 cavallo del nero · e1 donna del bianco | d8 alfiere del nero · b7 donna del nero · c7 pedone del nero · f7 pedone del nero · b6 pedone del bianco · d6 pedone del bianco · f6 torre del bianco · h6 re del bianco · b5 pedone del bianco · d5 re del nero · f5 pedone del bianco · c4 torre del bianco · b3 alfiere del bianco · f3 pedone del bianco · g3 pedone del nero · d2 pedone del bianco · b1 alfiere del nero · d1 cavallo del nero · e1 donna del bianco | d8 alfiere del nero · b7 donna del nero · c7 pedone del nero · f7 pedone del nero · b6 pedone del bianco · d6 pedone del bianco · f6 torre del bianco · h6 re del bianco · b5 pedone del bianco · d5 re del nero · f5 pedone del bianco · c4 torre del bianco · b3 alfiere del bianco · f3 pedone del bianco · g3 pedone del nero · d2 pedone del bianco · b1 alfiere del nero · d1 cavallo del nero · e1 donna del bianco | d8 alfiere del nero · b7 donna del nero · c7 pedone del nero · f7 pedone del nero · b6 pedone del bianco · d6 pedone del bianco · f6 torre del bianco · h6 re del bianco · b5 pedone del bianco · d5 re del nero · f5 pedone del bianco · c4 torre del bianco · b3 alfiere del bianco · f3 pedone del bianco · g3 pedone del nero · d2 pedone del bianco · b1 alfiere del nero · d1 cavallo del nero · e1 donna del bianco | d8 alfiere del nero · b7 donna del nero · c7 pedone del nero · f7 pedone del nero · b6 pedone del bianco · d6 pedone del bianco · f6 torre del bianco · h6 re del bianco · b5 pedone del bianco · d5 re del nero · f5 pedone del bianco · c4 torre del bianco · b3 alfiere del bianco · f3 pedone del bianco · g3 pedone del nero · d2 pedone del bianco · b1 alfiere del nero · d1 cavallo del nero · e1 donna del bianco | d8 alfiere del nero · b7 donna del nero · c7 pedone del nero · f7 pedone del nero · b6 pedone del bianco · d6 pedone del bianco · f6 torre del bianco · h6 re del bianco · b5 pedone del bianco · d5 re del nero · f5 pedone del bianco · c4 torre del bianco · b3 alfiere del bianco · f3 pedone del bianco · g3 pedone del nero · d2 pedone del bianco · b1 alfiere del nero · d1 cavallo del nero · e1 donna del bianco | 3 |
| 2 | d8 alfiere del nero · b7 donna del nero · c7 pedone del nero · f7 pedone del nero · b6 pedone del bianco · d6 pedone del bianco · f6 torre del bianco · h6 re del bianco · b5 pedone del bianco · d5 re del nero · f5 pedone del bianco · c4 torre del bianco · b3 alfiere del bianco · f3 pedone del bianco · g3 pedone del nero · d2 pedone del bianco · b1 alfiere del nero · d1 cavallo del nero · e1 donna del bianco | d8 alfiere del nero · b7 donna del nero · c7 pedone del nero · f7 pedone del nero · b6 pedone del bianco · d6 pedone del bianco · f6 torre del bianco · h6 re del bianco · b5 pedone del bianco · d5 re del nero · f5 pedone del bianco · c4 torre del bianco · b3 alfiere del bianco · f3 pedone del bianco · g3 pedone del nero · d2 pedone del bianco · b1 alfiere del nero · d1 cavallo del nero · e1 donna del bianco | d8 alfiere del nero · b7 donna del nero · c7 pedone del nero · f7 pedone del nero · b6 pedone del bianco · d6 pedone del bianco · f6 torre del bianco · h6 re del bianco · b5 pedone del bianco · d5 re del nero · f5 pedone del bianco · c4 torre del bianco · b3 alfiere del bianco · f3 pedone del bianco · g3 pedone del nero · d2 pedone del bianco · b1 alfiere del nero · d1 cavallo del nero · e1 donna del bianco | d8 alfiere del nero · b7 donna del nero · c7 pedone del nero · f7 pedone del nero · b6 pedone del bianco · d6 pedone del bianco · f6 torre del bianco · h6 re del bianco · b5 pedone del bianco · d5 re del nero · f5 pedone del bianco · c4 torre del bianco · b3 alfiere del bianco · f3 pedone del bianco · g3 pedone del nero · d2 pedone del bianco · b1 alfiere del nero · d1 cavallo del nero · e1 donna del bianco | d8 alfiere del nero · b7 donna del nero · c7 pedone del nero · f7 pedone del nero · b6 pedone del bianco · d6 pedone del bianco · f6 torre del bianco · h6 re del bianco · b5 pedone del bianco · d5 re del nero · f5 pedone del bianco · c4 torre del bianco · b3 alfiere del bianco · f3 pedone del bianco · g3 pedone del nero · d2 pedone del bianco · b1 alfiere del nero · d1 cavallo del nero · e1 donna del bianco | d8 alfiere del nero · b7 donna del nero · c7 pedone del nero · f7 pedone del nero · b6 pedone del bianco · d6 pedone del bianco · f6 torre del bianco · h6 re del bianco · b5 pedone del bianco · d5 re del nero · f5 pedone del bianco · c4 torre del bianco · b3 alfiere del bianco · f3 pedone del bianco · g3 pedone del nero · d2 pedone del bianco · b1 alfiere del nero · d1 cavallo del nero · e1 donna del bianco | d8 alfiere del nero · b7 donna del nero · c7 pedone del nero · f7 pedone del nero · b6 pedone del bianco · d6 pedone del bianco · f6 torre del bianco · h6 re del bianco · b5 pedone del bianco · d5 re del nero · f5 pedone del bianco · c4 torre del bianco · b3 alfiere del bianco · f3 pedone del bianco · g3 pedone del nero · d2 pedone del bianco · b1 alfiere del nero · d1 cavallo del nero · e1 donna del bianco | d8 alfiere del nero · b7 donna del nero · c7 pedone del nero · f7 pedone del nero · b6 pedone del bianco · d6 pedone del bianco · f6 torre del bianco · h6 re del bianco · b5 pedone del bianco · d5 re del nero · f5 pedone del bianco · c4 torre del bianco · b3 alfiere del bianco · f3 pedone del bianco · g3 pedone del nero · d2 pedone del bianco · b1 alfiere del nero · d1 cavallo del nero · e1 donna del bianco | 2 |
| 1 | d8 alfiere del nero · b7 donna del nero · c7 pedone del nero · f7 pedone del nero · b6 pedone del bianco · d6 pedone del bianco · f6 torre del bianco · h6 re del bianco · b5 pedone del bianco · d5 re del nero · f5 pedone del bianco · c4 torre del bianco · b3 alfiere del bianco · f3 pedone del bianco · g3 pedone del nero · d2 pedone del bianco · b1 alfiere del nero · d1 cavallo del nero · e1 donna del bianco | d8 alfiere del nero · b7 donna del nero · c7 pedone del nero · f7 pedone del nero · b6 pedone del bianco · d6 pedone del bianco · f6 torre del bianco · h6 re del bianco · b5 pedone del bianco · d5 re del nero · f5 pedone del bianco · c4 torre del bianco · b3 alfiere del bianco · f3 pedone del bianco · g3 pedone del nero · d2 pedone del bianco · b1 alfiere del nero · d1 cavallo del nero · e1 donna del bianco | d8 alfiere del nero · b7 donna del nero · c7 pedone del nero · f7 pedone del nero · b6 pedone del bianco · d6 pedone del bianco · f6 torre del bianco · h6 re del bianco · b5 pedone del bianco · d5 re del nero · f5 pedone del bianco · c4 torre del bianco · b3 alfiere del bianco · f3 pedone del bianco · g3 pedone del nero · d2 pedone del bianco · b1 alfiere del nero · d1 cavallo del nero · e1 donna del bianco | d8 alfiere del nero · b7 donna del nero · c7 pedone del nero · f7 pedone del nero · b6 pedone del bianco · d6 pedone del bianco · f6 torre del bianco · h6 re del bianco · b5 pedone del bianco · d5 re del nero · f5 pedone del bianco · c4 torre del bianco · b3 alfiere del bianco · f3 pedone del bianco · g3 pedone del nero · d2 pedone del bianco · b1 alfiere del nero · d1 cavallo del nero · e1 donna del bianco | d8 alfiere del nero · b7 donna del nero · c7 pedone del nero · f7 pedone del nero · b6 pedone del bianco · d6 pedone del bianco · f6 torre del bianco · h6 re del bianco · b5 pedone del bianco · d5 re del nero · f5 pedone del bianco · c4 torre del bianco · b3 alfiere del bianco · f3 pedone del bianco · g3 pedone del nero · d2 pedone del bianco · b1 alfiere del nero · d1 cavallo del nero · e1 donna del bianco | d8 alfiere del nero · b7 donna del nero · c7 pedone del nero · f7 pedone del nero · b6 pedone del bianco · d6 pedone del bianco · f6 torre del bianco · h6 re del bianco · b5 pedone del bianco · d5 re del nero · f5 pedone del bianco · c4 torre del bianco · b3 alfiere del bianco · f3 pedone del bianco · g3 pedone del nero · d2 pedone del bianco · b1 alfiere del nero · d1 cavallo del nero · e1 donna del bianco | d8 alfiere del nero · b7 donna del nero · c7 pedone del nero · f7 pedone del nero · b6 pedone del bianco · d6 pedone del bianco · f6 torre del bianco · h6 re del bianco · b5 pedone del bianco · d5 re del nero · f5 pedone del bianco · c4 torre del bianco · b3 alfiere del bianco · f3 pedone del bianco · g3 pedone del nero · d2 pedone del bianco · b1 alfiere del nero · d1 cavallo del nero · e1 donna del bianco | d8 alfiere del nero · b7 donna del nero · c7 pedone del nero · f7 pedone del nero · b6 pedone del bianco · d6 pedone del bianco · f6 torre del bianco · h6 re del bianco · b5 pedone del bianco · d5 re del nero · f5 pedone del bianco · c4 torre del bianco · b3 alfiere del bianco · f3 pedone del bianco · g3 pedone del nero · d2 pedone del bianco · b1 alfiere del nero · d1 cavallo del nero · e1 donna del bianco | 1 |
|   | a | b | c | d | e | f | g | h |   |

Soluzione:
1. De8 !  (min. 2. Dxf7+)

1... cxb6  2. Ta4+! Rc5  3. d4#

1... cxd6  2. Tc6+! Rd4  3. Txd6#

1... c6    2. Tc2+! Rd4  3. De4#